# Por tu amor (canción de Naela)
«Por Tu Amor» es una canción interpretada por la cantante y compositora colombiana Naela, incluida en su primer álbum de estudio Naela, de 2011. Fue lanzada como cuarto y último sencillo del disco en formato audio en YouTube y medios el 16 de febrero. Musicalmente, es un tema de los géneros balada y pop.

## Promoción

### Vídeo musical
El vídeo musical de «Por Tu Amor» fue dirigido por Pipe Orjuela y codirigido por Naela El vídeo fue grabado en la ciudad de Bogotá y cuenta con el acompañamiento musical del cantante P.N.O. del grupo Tres Coronas. El vídeo fue grabado entre Bogotá y Tolima.

## Formatos y remezclas
- Sencillo en CD

| «Por Tu Amor» — Sencillo |                                  |          |  |
| N.º                      | Título                           | Duración |  |
| 1.                       | «Por Tu Amor» (Versión Original) | 3:51     |  |

- Sencillo digital

| «Por Tu Amor» — Remixes |                                                   |          |  |
| N.º                     | Título                                            | Duración |  |
| 1.                      | «Por Tu Amor» (Versión Urbana (a dúo con P.N.O.)) | 3:42     |  |
| 2.                      | «Por Tu Amor» (Versión Merengue Mambo)            | 4:05     |  |

## Créditos y personal
- Naela: composición y voz
- Carlos Agüera: Producción
- P.N.O.: voz e invitado especial